# Clathrozoella abyssalis
Clathrozoella abyssalis är en nässeldjursart som beskrevs av Peña-Cantero, Vervoort och Watson 2003. Clathrozoella abyssalis ingår i släktet Clathrozoella och familjen Clathrozoellidae. Inga underarter finns listade i Catalogue of Life.